# Gymnasium Sedanstraße
Das Gymnasium Sedanstraße ist ein Gymnasium im Wuppertaler Stadtteil Barmen. Es werden dort über 800 Schülerinnen und Schüler von ungefähr 55 Lehrkräften unterrichtet. Neben Englisch werden Französisch und Latein als Fremdsprachen angeboten, zudem gibt es eine Italienisch-AG und eine Spanisch-AG. Das Gymnasium ist Modellschule Informatik und setzt seinen Fokus auf Digitalisierung und individuelle Förderung.

## Geschichte
Das Gymnasium geht, wie auch das Carl-Duisberg-Gymnasium, auf eine Schulgründung im Jahr 1579 zurück, als eine Schule von Barmer Bürgern und der Pfandherrin des Bergischen Amtes Beyenburg, der Gräfin Maria von Waldeck gegründet wurde. Diese sogenannte „Amtsschule“ war als „Deutsche Schule“ gegründet worden und wurde um 1600 zu einer Lateinschule.
1901–1903 wurde auf dem Eckgrundstück Sedanstraße / Viktorstraße ein aus mehreren Flügeln bestehender historistischer Neubau für die damals als Reformrealgymnasium geführte Schule errichtet. Den Entwurf erstellte der Barmer Stadtbauinspektor Paul Freygang unter Mitarbeit von Peter Klotzbach und Eugen Rückle, die Gesamtverantwortung lag bei Stadtbaurat Carl Winchenbach. Die Fenster der Aula im 2. Obergeschoss über dem Haupteingang wurden mit einer von Peter Klotzbach entworfenen und von der Glasmalereiwerkstatt Steiger in Köln ausgeführten Farbverglasung ausgestattet, die im mittleren Fenster eine Ansicht von Schloss Burg zeigte. Der Stil der architektonischen Gestaltung wurde zeitgenössisch als moderne Frührenaissance umschrieben.
In der Folgezeit lautete die übliche Bezeichnung der Schule Realgymnasium Sedanstraße, in der Zeit des Nationalsozialismus wurde die Schule 1938 vorübergehend in Horst-Wessel-Schule umbenannt. Im Zweiten Weltkrieg litt das Gebäude sehr unter der Bombardierung Barmens von 1943. Die Aula konnte nach dem Krieg nur teilweise wieder aufgebaut werden, dabei verlor sie auch die Farbverglasungen der Fenster. In den 1970er Jahren fand ein großer Umbau statt, bei dem mehrere modernere Schulgebäude hinter den Bauten von 1903 errichtet wurden. Am 18. Dezember 2007 wurde die renovierte Aula eingeweiht, die jetzt über 200 Gäste aufnehmen kann.
Die Schule zielt heute mit Förderangeboten, einer Stundentaktung von 90 Minuten, dem Lehrerraumprinzip und einem praxisnahen Medienkonzept auf individualisiertes Lernen und Digitalisierung von Unterricht. Im Schuljahr 2021/22 wurde erstmals eine iPad-Klasse in der Jahrgangsstufe 8 eingerichtet.

## Klassenräume und Schulhöfe

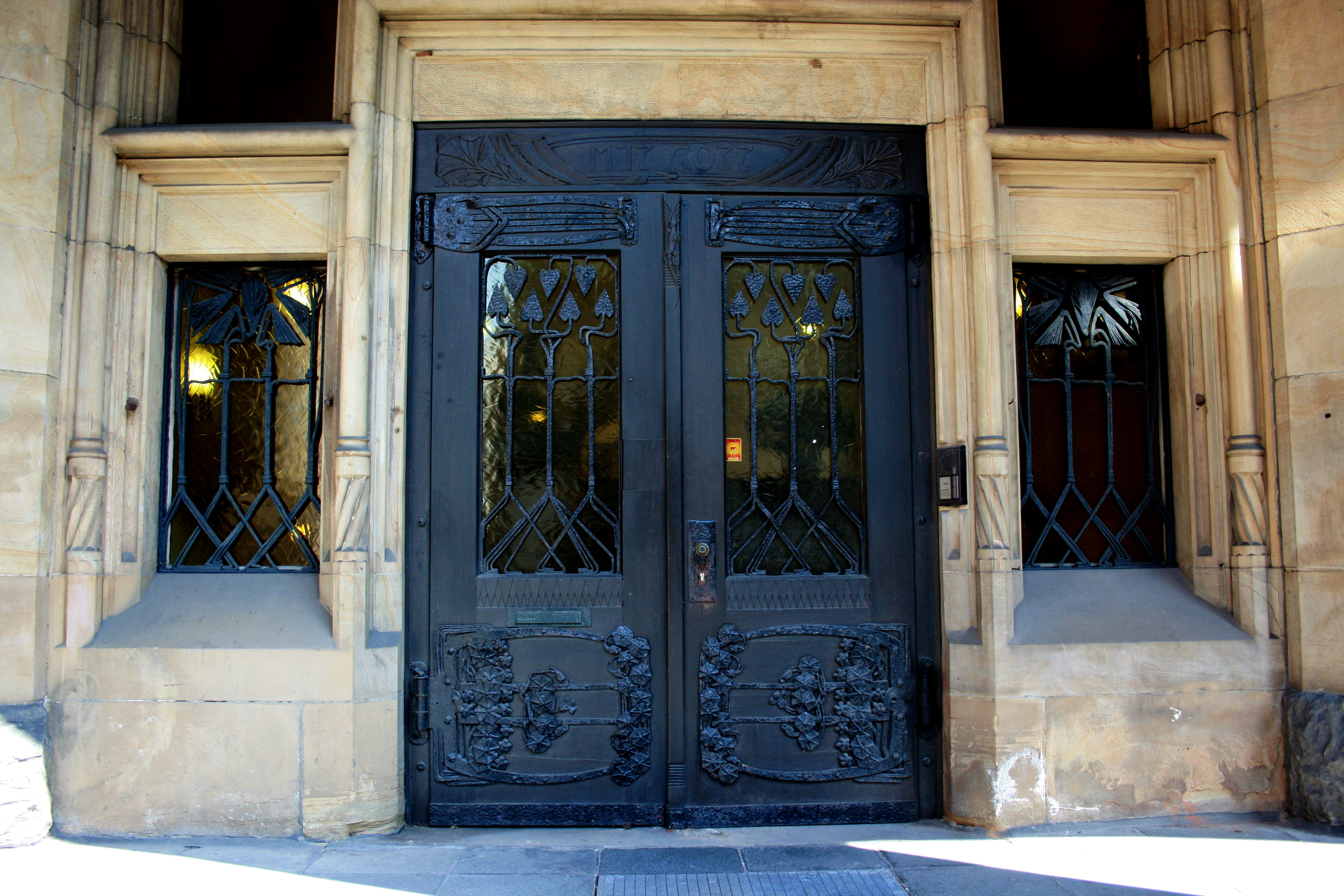
Denkmalgeschützte Jugendstil-Tür

Neben den gewöhnlichen Klassenräumen gibt es einen naturwissenschaftlichen Trakt mit Biologie-, Erdkunde-, Physik- und Chemieräumen, einen weiteren mit Informatikräumen, Geschichtsklassen und Kunsträumen, sowie einen vierten Trakt, in dem die Oberstufen untergebracht sind. Seit dem Schuljahr 2017/18 wird an der Schule das Lehrerraumprinzip umgesetzt, sodass Lehrkräfte ihre Klassenräume nach eigenen Wünschen und Bedürfnissen einrichten und gestalten können. Der Schulhof ist in drei große Teile aufgeteilt und wurde im Jahr 2019 neu gestaltet. Das Gymnasium hat vier Stockwerke und einen so genannten Turm (Videoräume und alter Kunstraum). Im Altbau befindet sich eine Schülerbibliothek, ein Selbstlernzentrum und ein Freiarbeitsraum. Des Weiteren verfügt die Schule über zwei Computerräume. Die mit Ornamenten versehene Eingangstür sowie das Jugendstil-Treppenhaus im Altbau stehen unter Denkmalschutz. Auf dem Schulgelände befinden sich zwei Sporthallen, wovon die ältere bereits seit Mitte des 20. Jahrhunderts existiert und denkmalgeschützt ist. Im Schuljahr 2010/11 wurde auf dem Schulhof eine Mensa in einem Neubau eingerichtet. Diese steht in der Mittagspause allen Schülern als Aufenthaltsraum zur Verfügung.